# VSD Rangers 2019
Questa voce raccoglie le informazioni riguardanti i VSD Rangers nelle competizioni ufficiali della stagione 2019.

## Divízió II 2019

### Stagione regolare
| 24 marzo 2019 2ª giornata | VSD Rangers | 12 – 19 | Kaposvár Hornets |  |

| 31 marzo 2019 3ª giornata | Tatabánya Mustangs | 44 – 0 | VSD Rangers |  |

| 20 aprile 2019 6ª giornata | VSD Rangers | 12 – 55 | Miskolc Renegades |  |

| 11 maggio 2019 7ª giornata | VSD Rangers | 21 – 0 | Jászberény Wolverines |  |

| 9 giugno 2019 11ª giornata | Szombathely Crushers 2 | 8 – 29 | VSD Rangers |  |

| 16 giugno 2019 12ª giornata | CFS Guardians | 8 – 27 | VSD Rangers |  |

### Playoff
| 30 giugno 2019 Semifinale | Tatabánya Mustangs | 45 – 0 | VSD Rangers |  |

## Statistiche di squadra
| Competizione      | %Vittorie | In casa | In casa | In casa | In casa | In casa | In casa | In trasferta | In trasferta | In trasferta | In trasferta | In trasferta | In trasferta | Totale | Totale | Totale | Totale | Totale | Totale |
| Competizione      | %Vittorie | G       | V       | N       | P       | Pf      | Ps      | G            | V            | N            | P            | Pf           | Ps           | G      | V      | N      | P      | Pf     | Ps     |
| ----------------- | --------- | ------- | ------- | ------- | ------- | ------- | ------- | ------------ | ------------ | ------------ | ------------ | ------------ | ------------ | ------ | ------ | ------ | ------ | ------ | ------ |
| Stagione regolare | .500      | 3       | 1       | 0       | 2       | 45      | 74      | 3            | 2            | 0            | 1            | 56           | 60           | 6      | 3      | 0      | 3      | 101    | 134    |
| Playoff           | .000      | 0       | 0       | 0       | 0       | 0       | 0       | 1            | 0            | 0            | 1            | 0            | 45           | 1      | 0      | 0      | 1      | 0      | 45     |
| Totale            | .429      | 3       | 1       | 0       | 2       | 45      | 74      | 4            | 2            | 0            | 2            | 56           | 105          | 6      | 3      | 0      | 4      | 101    | 179    |